# Nornik łąkowy
Nornik łąkowy (Microtus pennsylvanicus) – gatunek ssaka z podrodziny  karczowników (Arvicolinae) w obrębie rodziny chomikowatych (Cricetidae).

## Zasięg występowania
Nornik łąkowy występuje we wschodniej Ameryce Północnej zamieszkując w zależności od podgatunku:
- M. pennsylvanicus pennsylvanicus – skrajnie południowo-wschodni Quebec i Nowy Brunszwik, Kanada oraz Dakota Południowa, północna i wschodnia Nebraska oraz skrajnie północno-wschodni Kansas na wschód od wybrzeża Oceanu Atlantyckiego od Maine na południe do Karoliny Południowej, Stany Zjednoczone.
- M. pennsylvanicus acadicus – Wyspa Księcia Edwarda i Nowa Szkocja, Kanada.
- M. pennsylvanicus breweri – nornik piaskowy – Muskeget Island, Massachusetts, Stany Zjednoczone.
- M. pennsylvanicus copelandi – skrajnie południowy Nowy Brunszwik, Kanada.
- M. pennsylvanicus enixus – środkowy i północno-wschodni Quebec oraz Labrador, Kanada.
- M. pennsylvanicus fontigenus – zachodnie Ontario i południowy Quebec, Kanada.
- M. pennsylvanicus labradorius – północno-zachodni Quebec, Kanada.
- M. pennsylvanicus magdalenensis – Wyspy Magdaleny, Quebec, Kanada.
- M. pennsylvanicus nigrans – wschodnia Wirginia i północno-wschodnia Karolina Północna, Stany Zjednoczone.
- M. pennsylvanicus provectus – Block Island, Rhode Island, Stany Zjednoczone.
- M. pennsylvanicus shattucki – wyspy Isleboro i North Haven, Maine, Stany Zjednoczone.
- M. pennsylvanicus terraenovae – Nowa Fundlandia, Kanada.

## Taksonomia
Gatunek po raz pierwszy zgodnie z zasadami nazewnictwa binominalnego opisał w 1815 roku amerykański przyrodnik George Ord nadając mu nazwę Mus pennsylvanica. Holotyp pochodził z łąki poniżej Filadelfii, w Pensylwanii, w Stanach Zjednoczonych. 
We wcześniejszych ujęciach systematycznych M. pennsylvanicus obejmował zarówno M. drummondii, jak i M. dukecampbelli jako podgatunki, chociaż obecnie te dwa taksony są uważane za odrębne gatunki na podstawie danych genetycznych. Dane genetyczne wskazują, że gatunek ten jest gatunkiem siostrzanym M. drummondii z którym tworzą grupę sisotrzana z M dukecampbelli. M' breweri jest zwykle uważany za odrębny gatunek, lecz badania przeprowadzone w 2020 roku wykazały, że jest podgatunekiem M. pennsylvanicus. Autorzy Illustrated Checklist of the Mammals of the World wstępnie rozpoznają dwanaście podgatunków choć zachodzi potrzeba przebadania ich pod kątem nowoczesnych technik.

### Etymologia
- Microtus: gr. μικρος mikros „mały”; ους ous, ωτος ōtos „ucho”[19].
- pennsylvanicus: Pensylwania, Stany Zjednoczone[20].
- acadicus: Akadia (fr. Acadie, ang. Acadia) (była kolonia francuska (obecnie Nowa Szkocja), Kanada)[20].
- breweri: dr Thomas Mayo Brewer (1814–1880), amerykański polityk, redaktor gazety, wydawca, owolog[21].
- enixus: łac. enixus „wytrwały, gorliwy”[22].
- fontigenus: łac. fontigena „urodzona przy źródłach lub studniach” (termin poetycki odnoszący się do Muz)[6].
- labradorius: Labrador, Kanada[20].
- magdalenensis: Wyspy Magdaleny, Quebec, Kanada[20].
- nigrans: łac. nigrans, nigrantis „czarny, koloru czarnego, ciemny”, od nigrare „być czarnym”, od niger „czarny”[20].
- provectus: łac. provectus „zaawansowany”[23].
- shattucki: prof. George Cheyne Shattuck, Jr. (1813-1893), amerykański lekarz w Harvard Medical School w latach 1855–1873[20].
- terraenovae: łac. terra „ziemia”; novus new (tj. Nowa Fundlandia, Kanada)[20].

## Morfologia
Długość ciała (bez ogona) 107–131 mm, długość ogona 33–64 mm, długość ucha 12–16 mm, długość tylnej stopy 18–24 mm; masa ciała około 44 g. Garnitur chromosomowy wynosi 2n = 46, FN = 50.

## Ekologia
Występuje na terenach trawiastych i lasach często w pobliżu wody. Nornik łąkowy z łatwością przystosowuje się do najrozmaitszych środowisk. Tworzy kolonie, jednak w ich obrębie każdy dorosły osobnik ma własne terytorium. Gryzonie te robią wiodące w runi ścieżki. Żywi się pokarmem roślinnym, jak kora, nasiona, korzenie i trawy. Gniazda z trawy buduje w płytkich chodnikach biegnących pod ścieżkami lub w głębszych norach. 
Samice w ciągu roku wydają na świat od 3 do 13 miotów, a liczba młodych w miocie może dochodzić do 10. Ciąża trwa 3 tygodnie, a w ciągu 3 tygodni samice są już dojrzałe płciowo.